# 411vm 29
411vm 29 je devetindvajseta številka 411 video revije in je izšla marca 1998.

## Vsebina številke in glasbena podlaga
Glasbena podlaga je navedena v oklepajih.
- Chaos (The Giant - Hold Mines)
- Profiles Jim Gagne (Lynyrd Skynyrd - Gimme Three Steps)
- Wheels of fortune Wil Harmon, Greg Harris (Del tha Funkee Homosapien - Untitled Track)
- Contests Vankuver, Vans Triple Crown (The Specials - Running Away, Semisonic - Singing in my Sleep, 22 Jacks - Breakin')
- Industry S-one Insoles, Furnace Skate Shop (Lexicon - Two Twelve Bars, DJ Shadow - Organ Donor)
- Road trip Tum Yeto, Volcom, éS v Evropi (Minor Threat - Stumped, The Line - Industry Party, U.K. - United Kingdom (remix))
- Transitions Shred 4 Life / Sk8 98 (Jestofunk - JB2000)